# Cantón de Saint-Laurent-du-Var-Cagnes-sur-Mer-Este
El cantón de Saint-Laurent-du-Var-Cagnes-sur-Mer-Este era una división administrativa francesa que estaba situada en el departamento de Alpes Marítimos y la región de Provenza-Alpes-Costa Azul.

## Composición
El cantón estaba formado por 1 comuna, más una fracción de la comuna de Cagnes-sur-Mer:
- Cagnes-sur-Mer (fracción)
- Saint-Laurent-du-Var

## Supresión del cantón de Saint-Laurent-du-Var-Cagnes-sur-Mer-Este
En aplicación del Decreto nº 2014-227 de 24 de febrero de 2014, el cantón de Saint-Laurent-du-Var-Cagnes-sur-Mer-Este fue suprimido el 22 de marzo de 2015 y sus 2 comunas pasaron a formar parte del nuevo cantón de Cagnes-sur-Mer-2.